# Курекиу (Хунедоара)
Курекиу (рум. Curechiu) насеље је у Румунији у округу Хунедоара у општини Букурешчи. Oпштина се налази на надморској висини од 426 m.

## Становништво
Према подацима из 2002. године у насељу је живело 432 становника, од којих су сви румунске националности.